# Phetracha
Phetracha (tiếng Thái: เพทราชา, 1632–1703) là vị vua của triều Ban Phlu Luang tại vương quốc Ayutthaya từ năm 1688 đến năm 1703.